# Stefania Cicali
Stefania Cicali (Firenze, 20 ottobre 1987) è una canoista italiana.

## Carriera
Sorella di Susanna Cicali, argento ai Mondiali 2017 a Račice, nel K-2 200 metri. Nel 2007 ha vinto il bronzo agli Europei di Pontevedra, in Spagna, nel K-4 1000 metri (insieme ad Alice Fagioli, Alessandra Galiotto e Fabiana Sgroi), terminando in 3'29"726 dietro ad Ungheria e Germania. A 20 anni ha partecipato ai Giochi Olimpici di Pechino 2008 nel K-2 500 metri e nel K-4 500 metri. Nel primo, dove partecipava in coppia con Fabiana Sgroi, è stata eliminata in semifinale con il sesto tempo, 1'46"163, dopo l'1'47"018 della batteria, dove aveva concluso settima, mentre nel secondo, insieme ad Alice Fagioli, Alessandra Galiotto e alla stessa Fabiana Sgroi, è arrivata in finale, dove ha concluso al settimo posto in 1'36"770. L'anno successivo ha vinto il bronzo nel K-1 1000 metri ai Giochi del Mediterraneo di Pescara, chiudendo in 4'11"970, dietro a Josefa Idem e alla serba Antonja Nadj. In seguito è passata alla canoa marathon, vincendo tra l'altro l'argento nel K-2 ai Giochi mondiali 2013 di Cali, in Colombia.
Il 22 ottobre del 2012 a Scandicci le è stato assegnato il riconoscimento "Notte del Pallone rosa - Premio Maria Nisticò" 2^ Edizione. 

## Palmarès
- Europei

Pontevedra 2007: bronzo nel K-4 1000 m (insieme ad Alice Fagioli, Alessandra Galiotto e Fabiana Sgroi).
- Giochi mondiali

Cali 2013: argento nel K-2 marathon.
- Giochi del Mediterraneo

Pescara 2009: bronzo nel K-1 1000 m.